# Pealius kalawi
Pealius kalawi là một loài côn trùng cánh nửa trong họ Aleyrodidae, phân họ Aleyrodinae.
Pealius kalawi được Singh miêu tả khoa học đầu tiên năm 1933.